# Garby (powiat poznański)

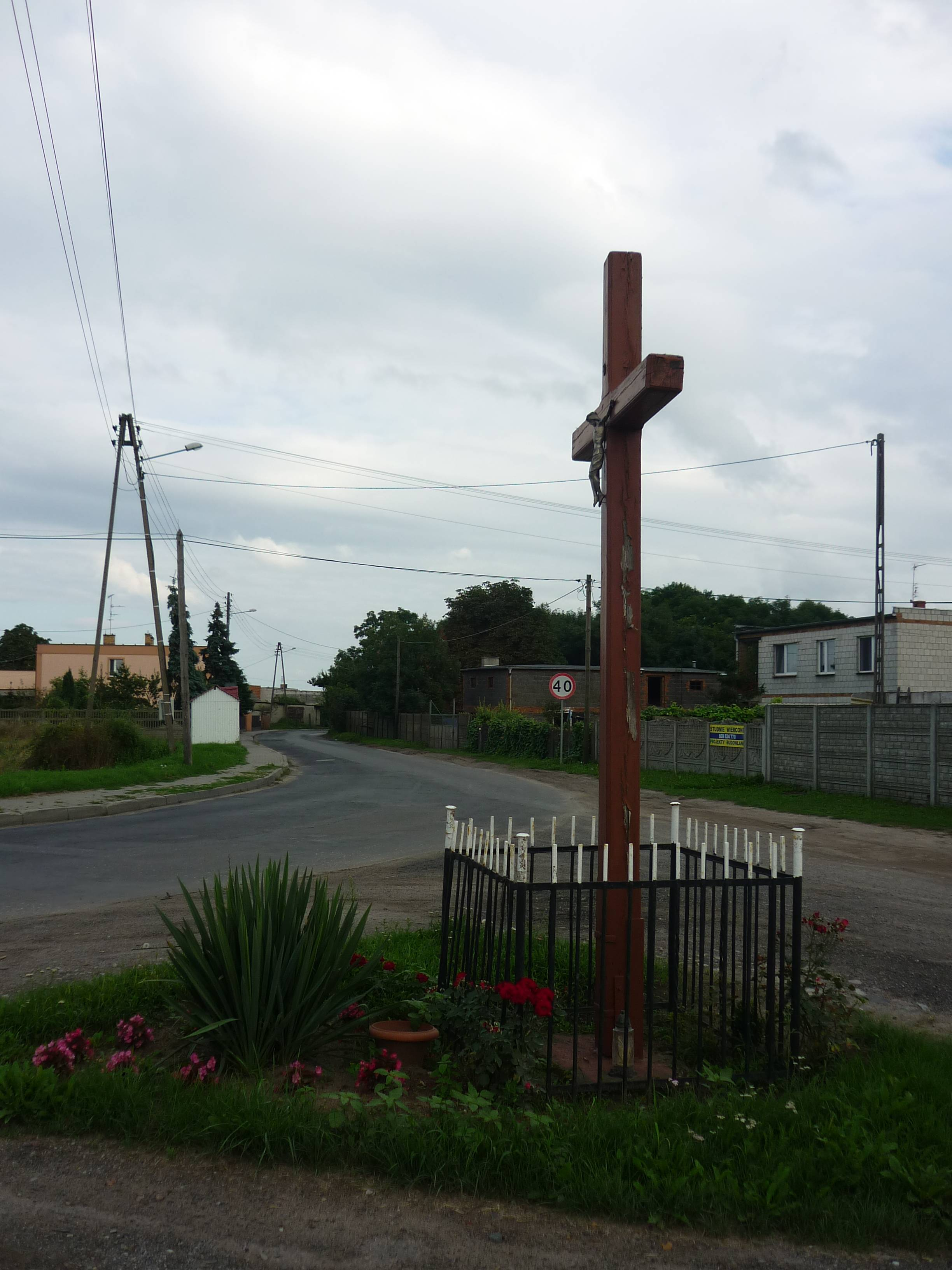
Przydrożny krzyż w centrum Garbów, w tle była droga wojewódzka nr 433 – obecnie droga powiatowa nr 2489P

Garby – wieś sołecka w Polsce położona w województwie wielkopolskim, w powiecie poznańskim, w gminie Swarzędz, w ciągu byłej drogi wojewódzkiej nr 433 – obecnie drogi powiatowej nr 2489P.

## Historia
Dzięki położeniu w rejonie cieku wodnego (dolina Michałówki) pierwsze ślady osadnictwa na terenie Garbów dotyczą już epoki brązu i żelaza.
We wsi znajdują się pozostałości zespołu dworskiego z II poł. XIX w.
W latach 1975–1998 miejscowość należała administracyjnie do województwa poznańskiego.
Nazwa wsi wzięła się od ukształtowania terenu, w którym dominują pagórki, nazywane też garbami. 

## Warunki przyrodnicze i rolnicze
Garby jak pozostała część gminy Swarzędz leżą na piaskach. Badania geologiczne wykonane podczas badań Kombinatu Geologicznego "Zachód" wykazały też obszary torfu. W rejonie wsi występują duże powierzchnie gleby z najsłabszych klas bonitacyjnych. Garby w gminie Swarzędz należą do wsi o mniejszej powierzchni gruntów rolnych (od 400 ha do 450 ha). Ok. roku 2000 we wsi znajdowały się 32 gospodarstwa rolne.
W przyszłości planuje się utworzenie zespołu przyrodniczo-krajobrazowego "Dolina Michałówki".

## Ludność
W obrębie gminy Swarzędz wieś Garby należy do średnich pod względem zaludnienia. Zmiany zaludnienia w ostatnich latach przedstawiają się następująco:
| Rok  | Liczba mieszkańców |
| ---- | ------------------ |
| 1988 | 231                |
| 1990 | 209                |
| 1999 | 221                |
| 2008 | 291                |
| 2009 | 309                |
| 2010 | 317                |
| 2015 | 474                |
| 2016 | 501                |
| 2017 | 574                |
| 2018 | 614                |
| 2019 | 673                |

W ramach dekanatu swarzędzkiego Garby należą do parafii Narodzenia Najświętszej Maryi Panny w Tulcach natomiast obowiązek szkolny dzieci z terenu wsi realizowany jest w szkole podstawowej nr 5 w Swarzędzu.

## Komunikacja i infrastruktura
W Garbach znajduje się siedziba spółki Wiraż-Bus, która prowadziła komunikację miejską dla gminy Swarzędz, wraz z zajezdnią autobusową.
Przez Garby przechodzi była droga wojewódzka nr 433 – obecnie droga powiatowa nr 2489P oraz drogi gminne. Wieś posiada połączenie autobusowe ze Swarzędzem i Tulcami (linie 484 i 494).
Sieć wodociągowa korzysta z ujęcia wody w Zalasewie. Również sieć gazowa zasilana jest ze stacji redukcyjnej w Zalasewie.